# Eleccions generals japoneses de 2024
Les 50es eleccions generals del Japó es van realitzar el diumenge 27 d'octubre de 2024 i s'hi van elegir els 465 escons de la Cambra de Representants del Japó, qui designa al Primer ministre del Japó.

## Antecedents
El 8 de juliol del 2022 Shinzō Abe va morir en rebre dos trets per l'esquena mentre donava un discurs polític a Nara, al Japó, i durant un acte electoral a Wakayama, el primer ministre Fumio Kishida va ser objecte d'un atemptat el 15 d'abril de 2023.
El 14 d'agost de 2024, el primer ministre Fumio Kishida va anunciar que ja no intentaria revalidar com a president del LDP a les eleccions previstes al setembre, i posaria fi al seu mandat com a primer ministre. Shigeru Ishiba va guanyar les eleccions per liderar el partit i es convertí en primer ministre en 1 d'octubre, poques setmanes abans de les eleccions.

## Sistema electoral
Els 465 escons de la Cambra de Representants del Japó es disputen mitjançant vot paral·lel. D'aquests, 289 diputats són elegits en circumscripcions uninominals per vot uninominal, mentre que 176 membres són elegits en 11 circumscripcions plurinominals per representació proporcional amb llista de partit. Un partit polític pot presentar llista en una circumscripció electoral si disposa d'almenys 5 membres de la Dieta o almenys 1 membre de la Dieta i almenys el 2% del vot nacional en un nivell d'una recent elecció nacional, i si es perd el vot de circumscripció, es pot ser elegit en els escons assignats proporcionalment. Si un candidat doble obté menys del 10% dels vots a la seva circumscripció majoritària, també queda desqualificat com a candidat proporcional.

## Resultats
| Eleccions generals japoneses de 2024        | Eleccions generals japoneses de 2024                   | Eleccions generals japoneses de 2024 | Eleccions generals japoneses de 2024 | Eleccions generals japoneses de 2024 | Eleccions generals japoneses de 2024 | Eleccions generals japoneses de 2024 | Eleccions generals japoneses de 2024 | Eleccions generals japoneses de 2024 | Eleccions generals japoneses de 2024 | Eleccions generals japoneses de 2024 |
| Partit                                      | Partit                                                 | Proporcional                         | Proporcional                         | Proporcional                         | Circumscripció                       | Circumscripció                       | Circumscripció                       | Escons totals                        | Augment · Disminució                 | Govern                               |
| Partit                                      | Partit                                                 | Vots                                 | %                                    | Escons                               | Vots                                 | %                                    | Escons                               | Escons totals                        | Augment · Disminució                 | Govern                               |
| ------------------------------------------- | ------------------------------------------------------ | ------------------------------------ | ------------------------------------ | ------------------------------------ | ------------------------------------ | ------------------------------------ | ------------------------------------ | ------------------------------------ | ------------------------------------ | ------------------------------------ |
|                                             | Partit Liberal Democràtic                              | 14.582.690                           | 26,73                                | 59                                   | 20,867,762                           | 38,46                                | 132                                  | 191                                  | 69                                   | Coalició en minoria                  |
|                                             | Partit Democràtic Constitucional                       | 11.564.222                           | 21,20                                | 44                                   | 15.740.860                           | 29,01                                | 104                                  | 148                                  | 52                                   | Oposició                             |
|                                             | Partit Democràtic Popular                              | 6.172.434                            | 11,32                                | 17                                   | 2.349.584                            | 4,33                                 | 11                                   | 28                                   | 17                                   | Oposició                             |
|                                             | Kōmeitō                                                | 5.964.415                            | 10,93                                | 20                                   | 730.401                              | 1,35                                 | 4                                    | 24                                   | 8                                    | Coalició en minoria                  |
|                                             | Nippon Ishin no Kai                                    | 5.105.127                            | 9,36                                 | 15                                   | 6.048.104                            | 11,15                                | 23                                   | 38                                   | 3                                    | Oposició                             |
|                                             | Reiwa Shinsengumi                                      | 3.805.060                            | 6,98                                 | 9                                    | 425.445                              | 0,78                                 | 0                                    | 9                                    | 6                                    | Oposició                             |
|                                             | Partit Comunista del Japó                              | 3.362.966                            | 6,16                                 | 7                                    | 3.695.807                            | 6,81                                 | 1                                    | 8                                    | 2                                    | Oposició                             |
|                                             | Sanseitō                                               | 1.870.347                            | 3,43                                 | 3                                    | 1.357.189                            | 2,50                                 | 0                                    | 3                                    | Nou                                  | Oposició                             |
|                                             | Partit Conservador del Japó                            | 1.145.622                            | 2,10                                 | 2                                    | 95.613                               | 0,18                                 | 1                                    | 3                                    | Nou                                  | Oposició                             |
|                                             | Partit Socialdemòcrata                                 | 934.598                              | 1,71                                 | 0                                    | 283.287                              | 0,52                                 | 1                                    | 1                                    | =                                    | Oposició                             |
|                                             | Independents                                           |                                      |                                      |                                      | 2.534.571                            | 4,67                                 | 12                                   | 12                                   | 0                                    | Oposició                             |
|                                             | Partit Col·laboratiu (NHK)                             | 23.784                               | 0,04                                 | 0                                    | 29.275                               | 0,05                                 | 0                                    | 0                                    | =                                    | Extraparlamentari                    |
|                                             | Associació per la consideració del sistema d'eutanàsia | 18.455                               | 0,03                                 | 0                                    |                                      |                                      | 0                                    | 0                                    | Nou                                  | Extraparlamentari                    |
|                                             | Partit Conservador del Japó (Ishihama)                 |                                      |                                      |                                      | 21.671                               | 0,04                                 | 0                                    | 0                                    | Nou                                  | Extraparlamentari                    |
|                                             | Kawaguchi Vigilante Group                              |                                      |                                      |                                      | 9.348                                | 0,02                                 | 0                                    | 0                                    | Nou                                  | Extraparlamentari                    |
|                                             | Partit de la Tercera Via                               |                                      |                                      |                                      | 6.033                                | 0,01                                 | 0                                    | 0                                    | Nou                                  | Extraparlamentari                    |
|                                             | Partit que acabi amb el Partit Liberal Democràtic      |                                      |                                      |                                      | 4.424                                | 0,01                                 | 0                                    | 0                                    | Nou                                  | Extraparlamentari                    |
|                                             | Partit del Cor                                         |                                      |                                      |                                      | 1.749                                | 0,00                                 | 0                                    | 0                                    | Nou                                  | Extraparlamentari                    |
|                                             | Diners per a tothom                                    |                                      |                                      |                                      | 530                                  | 0,00                                 | 0                                    | 0                                    | Nou                                  | Extraparlamentari                    |
|                                             | Altres partits                                         |                                      |                                      |                                      | 60.224                               | 0,11                                 | 0                                    | 0                                    |                                      |                                      |
| Total                                       | Total                                                  | 54.549.720                           | 100,00                               | 176                                  | 54.261.877                           | 100,00                               | 289                                  | 465                                  |                                      |                                      |
|                                             |                                                        |                                      |                                      |                                      |                                      |                                      |                                      |                                      |                                      |                                      |
| Vots vàlids                                 | Vots vàlids                                            | 54.549.720                           | 97,53                                |                                      | 54.261.877                           | 97,01                                |                                      |                                      |                                      |                                      |
| Vots nuls/en blanc                          | Vots nuls/en blanc                                     | 1.379.079                            | 2,47                                 |                                      | 1.672.577                            | 2,99                                 |                                      |                                      |                                      |                                      |
| Vots totals                                 | Vots totals                                            | 55.928.799                           | 100,00                               |                                      | 55.934.454                           | 100,00                               |                                      |                                      |                                      |                                      |
| Electors/participació                       | Electors/participació                                  | 103.880.749                          | 53,84                                |                                      | 103.880.749                          | 53,84                                |                                      |                                      |                                      |                                      |
| Font: Ministeri d'Interior i Communicacions |                                                        |                                      |                                      |                                      |                                      |                                      |                                      |                                      |                                      |                                      |

### Per prefectura (circumscripció)
| Prefectura | Escons totals | Escons guanyats | Escons guanyats | Escons guanyats | Escons guanyats | Escons guanyats | Escons guanyats | Escons guanyats | Escons guanyats | Escons guanyats |  |  |
| Prefectura | Escons totals | PLD             | PDC             | Ishin           | PDP             | Komei           | PCJ             | Con             | PDS             | Ind.            |  |  |
| ---------- | ------------- | --------------- | --------------- | --------------- | --------------- | --------------- | --------------- | --------------- | --------------- | --------------- |  |  |
| Prefectura | Escons totals | Aichi           | 16              | 3               | 8               |                 | 4               |                 |                 | 1               |  |  |
| Akita      | 3             | 1               | 1               |                 | 1               |                 |                 |                 |                 |                 |  |  |
| Aomori     | 3             | 2               | 1               |                 |                 |                 |                 |                 |                 |                 |  |  |
| Chiba      | 14            | 7               | 7               |                 |                 |                 |                 |                 |                 |                 |  |  |
| Ehime      | 3             | 2               | 1               |                 |                 |                 |                 |                 |                 |                 |  |  |
| Fukui      | 2             | 1               | 1               |                 |                 |                 |                 |                 |                 |                 |  |  |
| Fukuoka    | 11            | 7               | 2               | 1               |                 |                 |                 |                 |                 | 1               |  |  |
| Fukushima  | 4             | 1               | 3               |                 |                 |                 |                 |                 |                 |                 |  |  |
| Gifu       | 5             | 4               | 1               |                 |                 |                 |                 |                 |                 |                 |  |  |
| Gunma      | 5             | 5               |                 |                 |                 |                 |                 |                 |                 |                 |  |  |
| Hiroshima  | 6             | 3               | 1               | 1               |                 | 1               |                 |                 |                 |                 |  |  |
| Hokkaido   | 12            | 3               | 9               |                 |                 |                 |                 |                 |                 |                 |  |  |
| Hyōgo      | 12            | 7               | 2               |                 |                 | 2               |                 |                 |                 | 1               |  |  |
| Ibaraki    | 7             | 3               | 1               |                 | 1               |                 |                 |                 |                 | 2               |  |  |
| Ishikawa   | 3             | 2               | 1               |                 |                 |                 |                 |                 |                 |                 |  |  |
| Iwate      | 3             | 1               | 2               |                 |                 |                 |                 |                 |                 |                 |  |  |
| Kagawa     | 3             | 1               | 1               |                 | 1               |                 |                 |                 |                 |                 |  |  |
| Kagoshima  | 4             | 1               | 2               |                 |                 |                 |                 |                 |                 | 1               |  |  |
| Kanagawa   | 20            | 9               | 11              |                 |                 |                 |                 |                 |                 |                 |  |  |
| Kōchi      | 2             | 2               |                 |                 |                 |                 |                 |                 |                 |                 |  |  |
| Kumamoto   | 4             | 4               |                 |                 |                 |                 |                 |                 |                 |                 |  |  |
| Kyoto      | 6             | 2               | 2               | 1               |                 |                 |                 |                 |                 | 1               |  |  |
| Mie        | 4             | 2               | 2               |                 |                 |                 |                 |                 |                 |                 |  |  |
| Miyagi     | 5             | 1               | 4               |                 |                 |                 |                 |                 |                 |                 |  |  |
| Miyazaki   | 3             | 2               | 1               |                 |                 |                 |                 |                 |                 |                 |  |  |
| Nagano     | 5             | 2               | 3               |                 |                 |                 |                 |                 |                 |                 |  |  |
| Nagasaki   | 3             | 2               |                 |                 | 1               |                 |                 |                 |                 |                 |  |  |
| Nara       | 3             | 2               | 1               |                 |                 |                 |                 |                 |                 |                 |  |  |
| Niigata    | 5             |                 | 5               |                 |                 |                 |                 |                 |                 |                 |  |  |
| Ōita       | 3             | 1               |                 |                 |                 |                 |                 |                 |                 | 2               |  |  |
| Okayama    | 4             | 3               | 1               |                 |                 |                 |                 |                 |                 |                 |  |  |
| Okinawa    | 4             | 2               |                 |                 |                 |                 | 1               |                 | 1               |                 |  |  |
| Osaka      | 19            |                 |                 | 19              |                 |                 |                 |                 |                 |                 |  |  |
| Saga       | 2             |                 | 2               |                 |                 |                 |                 |                 |                 |                 |  |  |
| Saitama    | 16            | 8               | 6               |                 | 2               |                 |                 |                 |                 |                 |  |  |
| Shiga      | 3             | 2               |                 | 1               |                 |                 |                 |                 |                 |                 |  |  |
| Shimane    | 2             | 1               | 1               |                 |                 |                 |                 |                 |                 |                 |  |  |
| Shizuoka   | 8             | 4               | 3               |                 | 1               |                 |                 |                 |                 |                 |  |  |
| Tochigi    | 5             | 3               | 2               |                 |                 |                 |                 |                 |                 |                 |  |  |
| Tokushima  | 2             | 2               |                 |                 |                 |                 |                 |                 |                 |                 |  |  |
| Tòquio     | 30            | 11              | 15              |                 |                 | 1               |                 |                 |                 | 3               |  |  |
| Tottori    | 2             | 2               |                 |                 |                 |                 |                 |                 |                 |                 |  |  |
| Toyama     | 3             | 3               |                 |                 |                 |                 |                 |                 |                 |                 |  |  |
| Wakayama   | 2             | 1               |                 |                 |                 |                 |                 |                 |                 | 1               |  |  |
| Yamagata   | 3             | 3               |                 |                 |                 |                 |                 |                 |                 |                 |  |  |
| Yamaguchi  | 3             | 3               |                 |                 |                 |                 |                 |                 |                 |                 |  |  |
| Yamanashi  | 2             | 1               | 1               |                 |                 |                 |                 |                 |                 |                 |  |  |
| Total      | 289           | 132             | 104             | 23              | 11              | 4               | 1               | 1               | 1               | 12              |  |  |

### Per bloc proporcional
| Bloc proporcional   | Escons totals | Escons guanyats | Escons guanyats | Escons guanyats | Escons guanyats | Escons guanyats | Escons guanyats | Escons guanyats | Escons guanyats | Escons guanyats | Escons guanyats | Escons guanyats | Escons guanyats | Escons guanyats | Escons guanyats | Escons guanyats | Escons guanyats | Escons guanyats | Escons guanyats |   |   |
| Bloc proporcional   | Escons totals | PLD             | %               | PDC             | %               | Komei           | %               | PDP             | %               | Ishin           | %               | Reiwa           | %               | PCJ             | %               | Sanse           | %               | Con             | %               |   |   |
| ------------------- | ------------- | --------------- | --------------- | --------------- | --------------- | --------------- | --------------- | --------------- | --------------- | --------------- | --------------- | --------------- | --------------- | --------------- | --------------- | --------------- | --------------- | --------------- | --------------- | - | - |
| Bloc proporcional   | Escons totals | Chūgoku         | 10              | 5               | 35,9%           | 3               | 19,5%           | 1               | 12.0%           | 1               | 10,5%           | 0               | 6,4%            | 0               | 5,9%            | 0               | 5,1%            | 0               | 3,0%            | – | – |
| Hokkaido            | 8             | 3               | 26.8%           | 3               | 29.0%           | 1               | 10.6%           | 1               | 8,0%            | 0               | 4,0%            | 0               | 7,4%            | 0               | 7,1%            | 0               | 2,4%            | 0               | 2,6%            |   |   |
| Hokuriku–Shinetsu   | 10            | 4               | 32.4%           | 3               | 25.0%           | 1               | 8.0%            | 1               | 10,4%           | 1               | 7,0%            | 0               | 6,7%            | 0               | 5,6%            | 0               | 3,1%            | –               | –               |   |   |
| Kinki (Kansai)      | 28            | 6               | 20,8%           | 4               | 14,0%           | 3               | 11,6%           | 2               | 8,3%            | 7               | 23,3%           | 2               | 6,3%            | 2               | 7,3%            | 1               | 4,0%            | 1               | 3,3%            |   |   |
| Kyushu              | 20            | 7               | 28,6%           | 4               | 20,3%           | 3               | 14,6%           | 2               | 9,5%            | 1               | 6,5%            | 1               | 7,8%            | 1               | 4,7%            | 1               | 4,7%            | –               | –               |   |   |
| Kanto septentrional | 19            | 7               | 27,5%           | 5               | 22,0%           | 3               | 11,6%           | 1               | 11,8%           | 1               | 6,7%            | 1               | 7,2%            | 1               | 6,1%            | 0               | 3,0%            | 0               | 2,5%            |   |   |
| Shikoku             | 6             | 3               | 31,0%           | 1               | 18,1%           | 1               | 12,7%           | 1               | 15,1%           | 0               | 6,7%            | 0               | 6,2%            | 0               | 5,7%            | 0               | 2,9%            | –               | –               |   |   |
| Kanto meridional    | 23            | 7               | 25,4%           | 6               | 23,7%           | 2               | 10,2%           | 3               | 12,6%           | 2               | 7,5%            | 1               | 6,6%            | 1               | 6,1%            | 1               | 3,7%            | 0               | 2,7%            |   |   |
| Tohoku              | 12            | 5               | 31,4%           | 4               | 26,3%           | 1               | 9,7%            | 1               | 10,5%           | 0               | 4,4%            | 1               | 7,2%            | 0               | 5,9%            | 0               | 2,5%            | –               | –               |   |   |
| Tokai               | 21            | 7               | 26,4%           | 6               | 22,6%           | 2               | 10,2%           | 1               | 13,2%           | 1               | 6,6%            | 2               | 7,8%            | 1               | 5,1%            | 0               | 2,8%            | 1               | 3,9%            |   |   |
| Tòquio              | 19            | 5               | 23,6%           | 5               | 20,6%           | 2               | 9,0%            | 3               | 14,9%           | 2               | 8,1%            | 1               | 7,1%            | 1               | 7,9%            | 0               | 3,8%            | 0               | 3,2%            |   |   |
| Total               | 176           | 59              | 26,7%           | 44              | 21,2%           | 20              | 10,9%           | 17              | 11,3%           | 15              | 9,4%            | 9               | 7,0%            | 7               | 6,2%            | 3               | 3,4%            | 2               | 2,1%            |   |   |

## Conseqüències
La coalició del Partit Liberal Democràtic del Japó (PLD) amb el Kōmeitō perdé la majoria per primera vegada.
Tot i que la coalició governant ha estat castigada, la divisió en l'oposició, en la que el Partit Democràtic Constitucional (CDP) no va prendre el lideratge i consolidar l'oposició per formar una coalició de govern, dividit entre l'ala esquerra del partit que preferiria una coalició amb el Partit Comunista Japonès (PCJ), mentre que l'ala dreta del partit no volia formar una coalició amb el PLD o el PCJ, preferint un soci com el Partit Democràtic Popular (PDP).
L'11 de novembre, Shigeru Ishiba va ser reelegit primer ministre d'un govern en minoria de PLD i Kōmeitō durant una sessió extraordinària de la Dieta amb 221 vots, derrotant a Yoshihiko Noda del Partit Democràtic Constitucional del Japó (PDC) que en va rebre 160. Aquesta va ser la primera vegada des de 1994 que la votació requeria dues voltes. El mateix dia, el gabinet d'Ishiba de la legislatura anterior va dimitir i es va inaugurar un segon gabinet.